# The Kingdom (película)
The Kingdom es una película de 2007 dirigida por Peter Berg y protagonizada por Jamie Foxx, Ashraf Barhom, Chris Cooper, Jennifer Garner y Jason Bateman.
La trama de la película es ficticia pero está inspirada por los ataques a un complejo habitacional de Riad el 12 de mayo de 2003 y a varias torres de habitaciones en Khobar el 26 de junio de 1996. El filme narra la historia de un equipo de agentes del FBI que es enviado a investigar un ataque terrorista en un complejo habitacional para trabajadores extranjeros en Arabia Saudita.

## Resumen del argumento
La película empieza con un montaje en el que se explican las relaciones entre Arabia Saudita y los Estados Unidos. Durante un partido de sófbol en un complejo habitacional de una compañía petrolera estadounidense, varios extremistas que se hacen pasar por policías saudíes realizan un ataque terrorista matando a varios de los residentes. Posteriormente, mientras el agente especial Francis Manner (Kyle Chandler) investiga el ataque, una segunda bomba explota en el lugar matando a Manner y a varias personas.
En los cuarteles del FBI en Washington D. C., el agente Ronald Fleury (Jamie Foxx) informa a su equipo sobre el ataque. Fleury chantajea al embajador de Arabia Saudita para que permita al FBI investigar el ataque. Fleury junto a los agentes Janet Mayes (Jennifer Garner), una forense; Leavitt (Jason Bateman), un analista de inteligencia; y Grant Sykes (Chris Cooper), un experto en explosivos, viajan a Arabia Saudita. Sin embargo, el general Al Abdulmalik (Mahmoud Said) impide que el equipo participe en la investigación y sólo les permite observar.
Cuando el equipo es invitado al palacio del príncipe Ahmed bin Khaled (Omar Berdouni), Fleury persuade al príncipe para que permita al coronel Faris al-Ghazi (Ashraf Barhom) dirigir la investigación. Con este cambio, los estadounidenses pueden participar más activamente en el proceso. Mientras buscan pruebas, Sykes y el sargento Haytham (Ali Suliman) descubre que la segunda bomba explotó dentro de una ambulancia. Uno de los hermanos de los terroristas tenía acceso a ambulancias, por lo que al-Ghazi envía un equipo de SWAT a su casa en donde matan a varios terroristas fuertemente armados. En la casa descubren planes terroristas y armas. Poco después de esto Damon Schmidt (Jeremy Piven), de la embajada estadounidense,  comunica al equipo que deben regresar a los Estados Unidos, pero Fleury, al igual que al-Ghazi, cree que los verdaderos responsables del ataque todavía siguen libres.
Mientras se dirigen al Aeropuerto Rey Khalid, el equipo es atacado por varios terroristas con un coche bomba en SUVs, quienes secuestran a Leavitt. al-Ghazi toma un vehículo y junto al resto de equipo siguen al Mercedes y al SUV a uno de los barrios más peligrosos de Riad. Allí son atacados con lanzagranadas, mientras Leavitt es arrastrado  dentro de un edificio y sus secuestradores se preparan para decapitarlo. El equipo entra en el complejo y logra matar a los secuestradores antes de que asesinen a Leavitt. Cuando todo parece haber sido resuelto, los agentes encuentran a un anciano en un apartamento, que resulta ser uno de los terroristas más buscados, Abu Hamza. Sin embargo, su nieto entra en el cuarto con un arma y  dispara a al-Ghazi dos veces en el cuello antes de que Fleury pueda neutralizarlo. Abu Hamza empuña un rifle AK-47 semiautomático que escondía pero Haytham le dispara tres veces en el pecho antes de que pueda hacer nada.
En la casa de al-Ghazi, Fleury y Haytham conocen a su familia. Fleury le dice a su hijo que al-Ghazi era un buen amigo. El equipo del FBI regresa a los Estados Unidos, en donde son felicitados por el director del FBI James Grace (Richard Jenkins).

## Reparto
- Jamie Foxx - Ronald Fleury
- Chris Cooper - Grant Sykes
- Jason Bateman - Adam Leavitt
- Jennifer Garner - Janet Mayes
- Kyle Chandler - Francis Manner
- Ashraf Barhom - Faris Al-Ghazi
- Ali Suliman - Sargento Haytham
- Richard Jenkins - James Grace

## Producción
Antes de la filmación, el director Peter Berg pasó dos semanas en Arabia Saudita investigando para el filme. La filmación comenzó el 10 de julio de 2006 en Phoenix (Arizona). Asimismo, varias escenas fueron filmadas al mismo tiempo en Mesa (Arizona). Las escenas del complejo habitacional fueron realizadas en el campus politécnico de la Universidad Estatal de Arizona.
Mientras la película era filmada en Mesa, Berg estuvo en un accidente en el cual murió un miembro del equipo de producción. El SUV en el que viajaba Berg colisionó con un Side by Side manejado por Nick Papac. Papac murió tres horas más tarde. El 8 de agosto de 2008, los padres de Papac demandaron al director y a la compañía productora. Sin embargo, la demanda fue retirada ese mismo año.
Varias escenas fueron filmadas en Abu Dabi durante dos semanas en septiembre de 2006. La producción en el Oriente Medio fue realizada por la firma Filmworks de Dubái ya que Universal Pictures no tiene operaciones en el área. También se realizaron varias tomas en el Hotel Emirates Palace en Abu Dabi.

## Recepción

### Crítica
La película recibió críticas mixtas. Rotten Tomatoes informó que un 51% de los críticos  dieron reseñas positivas al filme, basado en 180 críticas con una puntuación media de 5,8/10. Metacritic reportó un puntaje de 56 de 100 basado en 37 críticas.
El columnista de The Weekly Standard, John Podhoretz, escribió que el filme tenía un "ritmo perfecto," que era "extraordinariamente precisa y satisfactoria" y que evocaba películas como The Taking of Pelham One Two Three, Tarde de perros y The New Centurions. El crítico A. O. Scott de The New York Times comentó que The Kingdom era una "película clase B brutalmente efectiva y astuta." También dijo que "The Kingdom puede ser vista como un escenario revisionista para la respuesta de los Estados Unidos al terrorismo fundamentalista islámico.
El crítico Lou Lumenick del New York Post escribió que "con The Kingdom, Hollywood le da otra razón al mundo islámico para odiar a los Estados Unidos" y describió el filme como "xenofóbico". Lisa Schwarzbaum de Entertainment Weekly acusó al filme de "tratar a la audiencia como una máquina dispensadora de dinero."

### Recepción en el Oriente Medio
Mientras que algunos críticos de Oriente Medio criticaron la película por como son representados los árabes, a otros les pareció una película entretenida para el público local. Kaveh Afrasiabi del Asia Times Online dijo que The Kingdom era una "película pseudorealista que tiene éxito sólo si degradamos nuestra percepción de los asuntos mundiales a la que tiene los adolescentes estadounidenses." También acusó al filme de ser islamofóbico. Faisal Abbas, editor del periódico árabe Asharq al-Awsat, escribió que "a pesar de algunos de los elementos que pueden ser percibidos como negativos, muchos serán sorprendidos agradablemente por esta película, considerando que los árabes han sido por bastante tiempo los villanos favoritos de Hollywood." También escribió que "el filme está lleno de acción y quizá los árabes y saudíes lo disfruten más que los estadounidense ya que la trama transcurre en la capital saudita."

### Taquilla
El filme recaudó $17,1 millones en 2.733 salas de cine en los Estados Unidos y Canadá durante su fin de semana de estreno, ocupando el segundo puesto en la taquilla. La película recaudó $47.536.778 en la taquilla estadounidense, logrando obtener ingresos de $86.658.558 a nivel mundial.